# Диего Армандо Марадона (стадион, Буэнос-Айрес)
Эстадио Диего Армандо Марадона, либо неофициально Эль Тифон ди Бояка (исп. Estadio Diego Armando Maradona; El Tifón de Boyacá) — стадион футбольного клуба «Архентинос Хуниорс» из Буэнос-Айреса (Аргентина).

## История
Арена находится в районе Патерналь города Буэнос-Айреса. Старый стадион, располагавшийся на месте нынешнего, перестал использоваться клубом для домашних игр в 1981 году, планировалось реконструировать стадион с помощью средств, полученных от продажи Диего Марадоны в «Бока Хуниорс». Но в результате эти деньги были потрачены на укрепление кадрами персонала клуба и благоустройство и строительство других объектов спортивного клуба.
Старый деревянный стадион был всё же снесён в 1995 году. Но работы по возведению новой арены были приостановлены из-за финансового и организационного кризиса футбольного клуба. Они возобновились лишь в 2003 году, и стадион был открыт 26 декабря того же года.
29 июня 2004 года на стадионе состоялся дебют Лионеля Месси в составе молодёжной сборной Аргентины в товарищеском матче против Парагвая.
25 ноября 2009 года в подтрибунном помещении стадиона открылся музей «Храм футбола», посвящённый истории клуба «Архентинос Хуниорс», он стал вторым подобным футбольным музеем в Аргентине после музея клуба «Бока Хуниорс».